# 垂水文音
垂水 文音（たるみず あやね、2008年12月31日 - ）は、日本の女優、元子役、タレント。東京都出身。スペースクラフトジュニアに所属。同じ事務所に所属している垂水京音は妹。
2022年10月15日、事務所の公式プロフィールが削除され芸能活動を停止していたが、2024年から活動を再開した。

## 出演

### テレビドラマ
- やっぱりおしい刑事 第7話（2021年4月18日、NHK BSプレミアム） - 谷山（幼少期） 役[3]
- 二月の勝者-絶対合格の教室-（2021年10月16日 - 12月18日、日本テレビ） - 大友真千音 役[4]
- ポップUP! 昼上がりのオンナたち（2022年5月27日、フジテレビ） - 第2話[5]
- 拾われた男 第10話（2022年8月28日、NHK BSプレミアム）
- 魔法のリノベ（2022年9月12日、関西テレビ・フジテレビ） - 第9話 三女・真野帝羽虹 役[6][7]
- 買われた男 第1話 - 第3話・第9話・最終話（2024年4月18日 - 5月2日・6月13日・20日、テレビ大阪） - 佐藤綾花（中学生時代） 役[1]
- 連続テレビ小説 虎に翼 第107回・第108回（2024年8月27日・28日、NHK） - 丘崎春子 役[1]
- 霧尾ファンクラブ 第7話（2025年5月15日、中京テレビ・日本テレビ） - 永野ひより 役[8]
- ムサシノ輪舞曲 第7話（2025年5月31日、テレビ朝日） - 山之内毱奈（幼少） 役[9]

### WEBドラマ
- 乃木坂シネマズ〜STORY of 46〜 6話「結道」（2020年1月22日、FOD） - 工藤さき（幼少期） 役
- 二月の勝者〜胸騒ぎの自習室〜（2021年11月20日配信、Hulu） - 大友真千音 役[10]

### 映画
- さいごのわがまま（三吉優也監督、2017年10月7日） - 恵梨奈（幼少） 役[11]
- ライアー×ライアー（耶雲哉治監督、2021年2月19日、アスミック・エース） - 高槻湊（幼少） 役[12][2]
- コンフィデンスマンJP 英雄編（田中亮監督、2022年1月14日、東宝） - ダー子（幼少） 役[13]
- 仮面ライダーガッチャード ザ・フューチャー・デイブレイク（2024年7月26日） - 榊一香 役[1]

### テレビ番組
- ゴー!ゴー!キッチン戦隊クックルン（2019年4月1日 - 2021年3月26日、NHK Eテレ） - コムギ 役 レギュラー出演
- ベストアーティスト（2021年11月17日、日本テレビ） - NEWSの『未来へ』合唱（『二月の勝者-絶対合格の教室-』主要生徒キャストと共に出演）[14]
- ザ!世界仰天ニュース(2025年5月13日、日本テレビ) - 堀紗月 役

### CM
- ACジャパン 「全国民生委員児童委員連合会」隣の委員さん篇（2021年） - 学級委員 役[15]
- ミュゼプラチナム 「悩めるいとこ」篇（2022年）[16]
- エスビー食品 濃いシチュー「家族の食卓」篇（2024年）[17][18]
- 大塚製薬 ポカリスエット「夏の時報　散髪と半袖」篇(2025年)
- 四谷学院の通信制高校に決めた理由は？「難関大学を目指したいから！」編（2025年）[19]

### WEB CM
- 日本財団  無人運航船プロジェクトMEGURI2040コンセプトムービー（2022年）[1]
- コロプラ・MIXI 「フェスティバトル」1stトレーラー（2024年）[1]

### MV
- 中納良恵『待ち空 feat. 折坂悠太』（2021年6月29日）[20]

### スチール
- NHK放送技術研究所 技研公開2025（2025年）[21][22]